# Bobięcino
Bobięcino (deutsch Papenzin, früher Papenzien; kaschubisch Papãczëno, auch Bòbiecëno) ist ein Dorf in der Stadt- und Landgemeinde Miastko (Rummelsburg) im Powiat Bytowski (Bütower Kreis) der polnischen Woiwodschaft Pommern.

## Geographische Lage
Bobięcino liegt in der Bütower Seenplatte (Pojezierze Bytowski) im Osten der Pommerschen Seenplatte an den beiden Seen Kleiner Papenzin-See (Jezioro Bobięcińskie Małe) und Großer Papenzin-See (Jezioro Bobięcińskie Wielkie), nach denen der Ort benannt ist.
Zu erreichen ist das Dorf von Źydowo (Sydow, 9 km) an der Woiwodschaftsstraße 205 über eine Nebenstraße, die nach Miastko (Rummelsburg, 10 km) an den Landesstraßen 20 und 21 führt, außerdem auf direktem Wege von Kawcze (Kaffzig, 8 km) an der Woiwodschaftsstraße 206.
Die nächste Bahnstation ist Kawcze an der Bahnstrecke Piła–Ustka (Schneidemühl–Stolpmünde).

## Geschichte
Papenzin wurde in der zweiten Hälfte des 16. Jahrhunderts angelegt und hatte 1590 bereits 13 Höfe. Im Jahre 1784 wurden hier sechs Halbbauern mit drei Rittersitzen, einer Schmiede, einem Schulmeister und einem Buschkaten gezählt.
Zwischen 1811 und 1820 entstanden: Birkhof (polnisch: Brzeżno), Charlottenhof (Mądroszki), Eichmannshof, Fließhof, Grünhof, Lilienhof, Louisenhof, Möshof (Wrześnica) und Seehof (Żabnica). Gegen Ende des 19. Jahrhunderts kamen noch Peitzenkaten, Neu Globnitz (Głobniczka) und Friedrichswalde dazu. 1925 waren hier 16 Höfe, die in Erbpacht ausgegeben worden waren.
Seit seiner Gründung war Papenzin dreiteilig. Schon vor der Gründung waren durch Verkäufe neben der Familie Vorbeck auch die von Massow und von Glasenapp an der Feldmark beteiligt. Die Eigentümer wechselten häufig; unter ihnen war der Rügenwalder Kaufmann Christian Friedrich Bahn von 1829 bis zu seinem Tod 1834. Am 23. April 1889 gelangte Papenzin in den Besitz des Königlich Preußischen Hausfideikommiß, und am 22. Dezember 1927 schließlich an den früheren deutschen Kaiser und preußischen König Wilhelm II. in Haus Doorn.
Im Jahre 1812 zählte Papenzin 94 Einwohner (in 18 Wohnhäusern). Ihre Zahl stieg bis 1843 auf 315, im Jahre 1885 waren es 281, 1925 noch 331 und 1939 nur noch 221.
Bis 1945 war Papenzin ein Ort im Landkreis Rummelsburg im Regierungsbezirk Köslin in der preußischen Pommern und war in das Amt Groß Schwirsen (Świerzno) eingegliedert.
Gegen Ende des Zweiten Weltkriegs besetzte im Frühjahr 1945 die Rote Armee die Region. Bald darauf wurde Papenzin zusammen mit ganz Hinterpommern unter polnische Verwaltung gestellt. Das Dorf Papenzin wurde in Bobięcino umbenannt. In der darauf folgenden Zeit wurden die Einwohner von der örtlichen polnischen Verwaltungsbehörde vertrieben.
Bobięcino ist heute der Gmina Miastko im Powiat Bytowski in der Woiwodschaft Pommern (1975–1998 Woiwodschaft Słupsk) angegliedert.

## Einwohnerzahlen
| Jahr | Ein- wohner | Anmerkungen                 |
| ---- | ----------- | --------------------------- |
| 1852 | 304         | [ 2 ]                       |
| 1867 | 321         | [ 3 ]                       |
| 1871 | 349         | [ 3 ]                       |
| 1925 | 331         | ausschließlich Evangelische |
| 1933 | 281         | [ 5 ]                       |
| 1939 | 221         | [ 5 ]                       |

## Kirche
Vor 1945 war die Bevölkerung von Papenzin fast ausnahmslos evangelischer Konfession. Vor 1571 war das Dorf in das Kirchspiel Pritzig (polnisch: Przytocko) eingepfarrt, danach kam es in den Pfarrsprengel Groß Schwirsen (Świerzno) und gehörte zum Kirchenkreis Rummelsburg (Miastko) im Ostsprengel der Kirchenprovinz Pommern der Kirche der Altpreußischen Union.
Seit 1945 sind die Einwohner von Bobięcino Polen und überwiegend katholischer Konfession. Das Dorf ist in die – nunmehr katholische – Pfarrei Świerzno integriert. Sie liegt im Dekanat Polanów (Pollnow) im Bistum Köslin-Kolberg der Katholischen Kirche in Polen. Hier lebende evangelische Kirchenglieder sind dem Pfarramt der Kirchengemeinde in Koszalin (Köslin) zugeordnet, dessen nächstgelegene Filialkirche die Dorfkirche in Wołcza Wielka (Groß Volz, 6 km) ist.

## Schule
Um 1780 hatte Papenzin schon einen Schulmeister. 1813 besuchten 20 Kinder die Schule. Die Abgelegenheit des Ortes sowie ungünstige Wohnverhältnisse sorgten für einen häufigen Lehrerwechsel. 1937 unterrichtete hier ein Lehrer 32 Schulkinder.

## Persönlichkeiten, die mit dem Ort verbunden sind
- Christian Friedrich Bahn (1773–1834), Rügenwalder  Unternehmer und Gutsbesitzer in Papenzin.